# Cyril Collard
Cyril Collard (Parigi, 19 dicembre 1957 – Versailles, 5 marzo 1993) è stato uno scrittore, regista, attore e compositore francese.
Collard è noto per le sue descrizioni artistiche - esposte senza alibi - di bisessualità e HIV, soprattutto nel suo romanzo e poi film autobiografico Notti selvagge (Les nuits fauves).
Dichiaratamente bisessuale, Collard è stato anche uno dei primi artisti francesi a parlare apertamente della sua condizione di sieropositivo.

## Biografia
Collard nacque in una famiglia liberale della piccola borghesia in Francia. Frequentò una scuola cattolica a Versailles. Studiò fisica all'École centrale de Lille (campus Università di Lilla), ma in seguito decise di abbandonare gli studi.

### Notti selvagge
Il film semi-autobiografico Notti selvagge (Les nuits fauves) del 1992 fu il primo e unico film diretto da Collard. Notti Selvagge vinse quattro premi César (migliore montaggio, miglior film, migliore film d'esordio e migliore promessa femminile) nel 1993. Sfortunatamente Collard non visse abbastanza per ricevere i suoi riconoscimenti; morì, infatti, tre giorni prima della consegna dei premi.

### Altri lavori
All'inizio della sua carriera, Collard fece da assistente al regista Maurice Pialat e diresse sei video musicali, oltre a diversi programmi televisivi. Tra i video da lui diretti, qualcuno del gruppo franco-algerino Carte de Séjour, oggi sciolto, il cui cantante Rachid Taha è uno dei più famosi musicisti etno-rock in Francia.

### AIDS
L'esperienza personale di Collard con l'AIDS sicuramente influenzò i suoi lavori. Morì a causa di questa malattia all'età di 35 anni.

## Pubblicazioni
- Cyril Collard, Condamné amour, Distribooks Inc, 1999, ISBN 2277235016.
- Cyril Collard, Les nuits fauves, Littérature Générale, 2001, ISBN 2290129933.
- Cyril Collard, L'Ange sauvage, J'ai lu, 1999, ISBN 2277237914.
- Cyril Collard, L'animal, Editions Flammarion, 1993, ISBN 2080669443.

## Filmografia
- Grand huit - cortometraggio (1982)
- Alger la blanche - cortometraggio (1986)
- Notti selvagge (1992)

## Riconoscimenti
- 1986 – Festival international du court métrage de Clermont-Ferrand
  - Prix du Public Compétition nationale ad Alger la blanche
  - Prix Canal + ad Alger la blanche
- 1993 – Premio César
  - Migliore montaggio
  - Miglior film
  - Migliore film d'esordio
  - Migliore promessa femminile